# 홍광순
홍광순(1953년 ~ )은 조선민주주의인민공화국의 정치인으로 국가영화위원회 위원장 겸 조선로동당 중앙위원회 후보위원이다.

## 경력
평양연극영화대학을 졸업했으며, 1999년 조선인민군 4.25예술영화촬영소의 연출가를 거쳐 2009년 4.25예술영화촬영소의 총장을 지냈다. 2010년 8월 국가영화위원회 위원장을 맡은 데 이어서, 2010년 9월 조선로동당 중앙위원회 후보위원에 선출되었다. 2012년 5월 안동춘 후임으로 조선민주주의인민공화국 내각 문화상에 임명되었고, 2013년 9월까지 제직했다.

## 기타
2011년 12월 김정일 사망 당시에 국가 장의위원회 위원을 맡았다.